# Gușoeni (gmina)
Gușoeni – gmina w Rumunii, w okręgu Vâlcea. Obejmuje miejscowości Burdălești, Dealu Mare, Gușoeni, Gușoianca, Măgureni i Spârleni. W 2011 roku liczyła 1535 mieszkańców.